# Vizinga
Vizinga (in russo  Визинга?; in lingua komi: Визин) è un villaggio di circa 6300 abitanti situato nella Repubblica dei Komi, in Russia. È il centro amministrativo del distretto Sysol'skij.
Si trova sul fiume Bol'šaja Vizinga a 10 chilometri dalla sua confluenza con la Sysola, 76 km a sud-ovest di Syktyvkar.

## Luoghi d'interesse
- Museo delle Arti Popolari, с. Визинга, ул. Советская, 28